# اعلام وضعیت اضطراری
اعلام وضعیت اضطراری (انگلیسی: Emergency Declaration؛ کره‌ای: 비상선언) یک فیلم هوانوردی در ژانر اکشن و فاجعه محصول سال ۲۰۲۱ کره جنوبی به کارگردانی هان جه ریم و با بازی سونگ کانگ هو، لی بیونگ هون، جون دو یون، کیم نام گیل، ایم شی وان، کیم سو جین و پارک هه جون است. فیلم‌برداری در ۱۲ سپتامبر ۲۰۲۰ به دلیل شیوع کووید ۱۹ متوقف شد و در اوت ۲۰۲۰ از سر گرفته شد. فیلم‌برداری در ۲۴ اکتبر ۲۰۲۰ به پایان رسید.
نخستین انتشار این فیلم در ۱۶ ژوئیه ۲۰۲۱ در بخش خارج از رقابت هفتاد و چهارمین جشنواره فیلم کن بود.
اعلام وضعیت اضطراری در ۳ اوت ۲۰۲۲ در کره جنوبی اکران شد.

## خلاصه داستان
هنگامی که وضعیت بی‌سابقه‌ای در مدت پرواز اتفاق می‌افتد، یک هواپیمای مسافربری مجبور می‌شود که اعلام وضعیت اضطراری کند.

## بازیگران
- سونگ کانگ هو در نقش گو این هو، کارآگاه[۱۲]
- لی بیونگ هون در نقش پارک جه هیوک، مسافر[۱۳]
- جون دو یون در نقش کیم سوک هی، وزیر
- کیم نام گیل در نقش چوی هیون سو، خلبان
- ایم شی وان در نقش ریو جین سوک، مسافر
- کیم سو جین در نقش هی جین، مهماندار هواپیما
- پارک هه جون در نقش ته سو، مدیر مرکز مدیریت بحران کاخ آبی[۱۴]

## تولید
در ۲۹ اوت ۲۰۱۹، شوباکس تأیید کرد که بازیگران سونگ کانگ هو و لی بیونگ هون در فیلم بعدی کارگردان هان جه ریم به نام اعلام وضعیت اضطراری حضور خواهند داشت. در ۳۰ مارس ۲۰۲۰، گزارش شد که تولید این فیلم به دلیل گسترش کووید ۱۹ متوقف شده‌است. در مه ۲۰۲۰، گروه بازیگران اصلی، سونگ کانگ-هو، لی بیونگ هون، جون دو یون، کیم نام گیل، ایم شی وان، کیم سو جین و پارک هه جون نهایی شد و فیلم‌برداری در همان ماه آغاز شد.